# Norman Krasna
Norman Krasna (Queens, Nova York, 7 de novembre de 1909 - Los Angeles, 1 de novembre de 1984) va ser un guionista, dramaturg i director de cinema estatunidenc. És conegut per les seves comèdies, melodrames i primeres cintes de cinema negre.
Krasna també va dirigir tres pel·lícules durant els seus quaranta anys de carrera a Hollywood. Va obtenir quatre nominacions als Premis de l'Acadèmia, guanyant-ho una vegada per Princess O'Rourke el 1943, una pel·lícula que també va dirigir. Més tard també va escriure obres de teatre, incloent la popular Kind Sir, que ell mateix va adaptar en 1958 a la pel·lícula de Stanley Donen Indiscreet, amb Cary Grant i Ingrid Bergman com a protagonistes.
Es va casar en primeres núpcies amb Ruth Frazee en 1940 i es va divorciar en 1950. Va contreure nou matrimoni amb la vídua d'Al Jolson, Erle Chennault Galbraith, l'1 de desembre de 1951, amb la qual va tenir tres fills i amb la qual va romandre casat fins a la seva mort, l'1 de novembre de 1984 a Los Angeles.

## Filmografia seleccionada

### Com a productor
- 1937: Big City
- 1938:  The First Hundred Years
- 1938: Three Loves Has Nancy
- 1941: The Devil and Miss Jones
- 1950: The Big Hangover
- 1951: Behave Yourself!
- 1951: The Blue Veil
- 1951: Camí a Broadway (Two Tickets to Broadway)
- 1952: Clash by Night
- 1952: The Lusty Men
- 1956: La filla de l'ambaixador (The Ambassador's Daughter)
- 1960: Who Was That Lady?

### Com a guionista
- 1932: Hollywood Speaks
- 1932:  That's My Boy
- 1933: Parole Girl
- 1933: So This Is Africa
- 1933: Love, Honor and Oh Baby!
- 1933: Meet the Baron
- 1934: The Richest Girl in the World
- 1935: Hands Across the Table
- 1936: Wife vs. Secretary
- 1936: Fury
- 1937: The King and the Chorus Girl
- 1938: You and Me
- 1939: Mare per força (Bachelor Mother)
- 1940: It's a Date
- 1941: Matrimoni original (Mr. & Mrs. Smith)
- 1941: The Devil and Miss Jones
- 1941: The Flame of New Orleans
- 1941: It Started with Eve
- 1943: Princess O'Rourke
- 1944: Practically Yours
- 1950: The Big Hangover
- 1954: Nadal Blanc (White Christmas)
- 1956: La filla de l'ambaixador (The Ambassador's Daughter)
- 1956: Bundle of Joy
- 1956: Indiscreet
- 1960: El multimilionari (Let's Make Love)
- 1960: Who Was That Lady?
- 1962: La meva dolça geisha (My Geisha)
- 1963: Sunday in New York
- 1964: I'd Rather Be Rich

### Com a director
- 1943: Princess O'Rourke
- 1950: The Big Hangover
- 1956: La filla de l'ambaixador (The Ambassador's Daughter)

## Premis i distincions
Premis Óscar
| Any  | Categoria            | Pel·lícula                    | Resultat  |
| ---- | -------------------- | ----------------------------- | --------- |
| 1935 | Millor argument      | The Richest Girl in the World | Nominat   |
| 1937 | Millor argument      | Fury                          | Nominat   |
| 1942 | Millor guió original | The Devil and Miss Jones      | Nominat   |
| 1944 | Millor guió original | Princess O'Rourke             | Guanyador |